# Sanjie
Sanjie jiao 三階教, « religion des trois stades », est un mouvement bouddhiste des dynasties Sui et Tang (fin VIe siècle - fin IXe siècle) initié par le moine Xinxing (信行 540-594), qui se voulait adapté à la période de fin des temps durant laquelle ses adeptes pensaient vivre. Malgré un certain succès, considéré comme excentrique et souvent hostile au gouvernement ou aux autres courants bouddhistes, il fit l’objet de quatre interdictions et finit par disparaître avec la dynastie Tang. 
Connus longtemps seulement par les mentions de ses détracteurs, ses notions et pratiques sont mieux compris depuis la découverte de textes Sanjie à Dunhuang.
Les historiens d’art considèrent que le mouvement est à l’origine de la multiplication des représentations de Ksitigarbha, sa déité principale, à l’époque Tang.
L’école est généralement connue comme Sanjie jiao, mais le terme Sanjie zong (三階宗), qui désigne les écoles respectables, est parfois employé. Autres noms : Disanjie jiao (第三階教) « école du troisième stade », Sanjie fofa (三階佛法) « dharma des trois stades », Sanjie yuan (三階院) « église des trois stades ».

## Notions et pratiques
L’école Sanjie considère que l’enseignement du dharma dépend avant tout de la période dans laquelle on se trouve. Durant le premier stade du bouddhisme (premiers cinq cents ans après la mort du Bouddha), notre monde était encore une terre pure (jingtu 净土) et parmi l’humanité nombreux étaient ceux capables de comprendre l’ekayana, véhicule unique, accès privilégié à la connaissance. Durant le deuxième stade (cinq cents années suivantes), on n’était déjà plus en « terre pure » ; l’enseignement bouddhique devait adopter des moyens différents selon le niveau de la personne, choisissant parmi les trois véhicules (triyana) celui qui convenait le mieux. Pendant ces deux premiers stades l’enseignement était dit « discriminant » (biefa 別法) car on pouvait discerner différents niveaux d’aptitude chez les pratiquants. Au troisième stade, plus de mille ans après la disparition du Bouddha, période durant laquelle l’école Sanjie est fondée, l’humanité entière a perdu la sagesse nécessaire pour mettre à profit l’un quelconque des trois véhicules et l’enseignement est le même pour tous, d'un type adapté aux êtres de qualité inférieure : pufa (普法), « voie générale ». Sur ces bases, il semble que l’école ait accusé les autres courants d’en rester à un enseignement discriminant de deuxième stade. Elle s’opposait en particulier au courant Jingtu centré autour de la dévotion à Amitabha, qui se présentait aussi comme le bouddhisme de « la fin des temps ».
Le mouvement prônait l’humilité et l’ascèse. On doit reconnaître la nature de bouddha en chaque personne rencontrée et la saluer en tant que telle. Les effigies de bouddhas ne sont que des images vides (pourtant, le mouvement semble responsable de la multiplication des représentations de Kshitigarbha) et c’est le bouddha en l’homme qui doit être honoré. L’école a sa propre classification des bouddhas en cinq catégorie dont une, celle des « bouddhas universels » puzhenpuzhengfo (普真普正佛), est subdivisée en quatre. On doit se repentir de ses fautes ; parmi les textes retrouvés à Dunhuang se trouve une description détaillée de la récitation quotidienne des sept repentances (七階佛名). Théoriquement, il n’y a pas de sépulture individuelle et les cadavres sont livrés aux animaux dans les bois ; néanmoins, cette règle ne semble pas entièrement respectée car on connaît des stèles commémoratives individuelles et des adeptes choisissent la crémation. 
Les donations doivent être rassemblées dans des « magasins inépuisables » wujinzang (無禁藏) situés dans les temples ; un tiers est consacré aux édifices religieux et à l’entretien des moines, un tiers aux pauvres, un tiers aux besoins des laïcs de l’école ou autres.

## Histoire
Les thèses excentriques de l’école et sa tendance à la méfiance vis-à-vis des autres courants et des autorités - forcément mauvaises puisque appartenant à un monde décadent - lui valent rapidement des ennuis. Peu après la mort de son fondateur Xinxing (594), elle fait l’objet en 600 d’un édit de restriction. En 695, ordre est donné de retirer ses textes de la circulation. En 699, les activités autorisées à ses adeptes sont limitées à la quête de nourriture, la méditation, le jeûne et autres règles générales. En 725, il est interdit à ses moines et moniales de vivre dans leurs monastères propres et la destruction des textes est ordonnée. Le Registre bouddhiste de l’ère Kaiyuan (713-741) la compare au groupe hérétique de Devadatta, ennemi du Bouddha.　
Néanmoins, le mouvement garde beaucoup d’adeptes et recueille aussi des avis favorables. Son fondateur jouissait d’une certaine réputation et un fils de Tang Taizong, le prince de Yue (越敬王), écrivit son épitaphe. Gao Jiong (高炯), qui fut ministre de Sui Wendi, rejoignit le mouvement. D’autres moines Sanjie bénéficient d’une bonne renommée : Jingtu (净名), Sengyi (僧邕), Benji (本濟), Huiliao (慧了) - bien en cour, Huiru (慧如) - maitre de dhyana réputé, Shili (師利) - « traducteur » (probablement auteur) du Yujiafa jingjing (瑜伽法镜经) et Shancai (善才), compilateur du canon de l’école. Wu Zetian confie en 692 au moine Sanjie Fazang (法藏) le magasin du temple Fuxian (福先寺) de Luoyang, puis en 714 celui du temple Huadu (化度寺). Mais ils sont fermés à la mort de l’impératrice et leurs biens dispersés entre les temples taoïstes et bouddhistes de la ville. Le mouvement connaît une résurgence entre 785 et 804 ; selon une version japonaise du Registre bouddhiste de l’ère Zhenyuan , il comptait à la capitale 55 temples et un millier de moines et nonnes. En 800, le moine Sengshan (僧善) du temple Huadu obtient que le Sanjie jilu (三階集錄), canon de l’école, soit inclus dans le Nouveau Catalogue bouddhiste de l’ère Zhenyuan (785-805). Ils furent retirés par la suite mais figurent sur un exemplaire japonais du XIIIe siècle.

## Textes
Le principal est Le Dharma des trois stades ou Sanjie fofa (三階佛法) composé par Xinxing. Les autres courants lui reprochaient de manquer d’originalité et de rigueur et d’être plutôt une sorte de compilation des soutras Mahaparinirvana, Ksitigarbha et de la Grande Assemblée ainsi que d’autres textes millénaristes.
Les textes de l’école furent écartés des catalogues officiels à partir de celui de l’ère Kaiyuan (713-741). Le grand recueil de Sanjie, Sanjie jilu (三階集錄), fut brièvement réadmis dans celui de l’ère Zhenyuan (785-805). Les écrits de l’école ne furent longtemps connus qu’à travers leurs détracteurs. Depuis, une dizaine de textes ont été retrouvés à Dunhuang.